# Акмурзин, Узбек
Узбек Акмурзин (Үзбәк Аҡмырҙин; — военный деятель, сотник (1813). Участник Отечественной войны 1812 года и Заграничных походов русской армии в 1813—1814 гг. в составе 1-го Башкирского конного полка.

## Боевой путь
Узбек Акмурзин происходил из башкир деревни Кинья-Абыз, Башман-Кипчакского улуса, Оренбургского уезда, Оренбургской губернии (ныне Куюргазинский район, Республики Башкортостан).
Рядовой Узбек Акмурзин призван в армию 10 мая 1811 года.
В 1811 году из башкир 9-го Кантона был сформирован 1-й Башкирский конный полк. В июне того же года полк прибыл в Симбирск и был направлен в Серпухов. На зиму оставался в Курской губернии. 2 января 1812 года в Луцке командующий 2-й армией П. И. Багратион осмотрел 1-й и 2-й башкирские конные полки. В марте 1812 года 1-й башкирский полк нес пограничную службу на западных границах Российской империи в составе корпуса Платова. Когда началась Отечественная война, Платов вместе с казаками прикрывал отступление 2-й Западной армии.
15 июня 1812 года Узбек Акмурзин в составе 1-го башкирского конного полка отличился в бою под Гродно. 1 июля 1812 года участвовал в сражении под Миром, 5 июля — под Несвижем, 18 июля — под Романовым. После боя при Мире за отличную службу получил звание урядника.
12 августа участвовал в боях под Смоленском, 3-5 сентября 1812 года — под Можайском.
13 января 1813 года Акмурзин отличился при осаде крепости Данциг (Гданьск). В марте 1813 года участвовал в сражениях при Несвиже и Линбурге. 15-16 августа 1813 года участвовал в сражении при Ютербоке, 21-22 августа — при Винтерберге. 6 декабря 1813 года за отличие в боях был повышен в звании.
16-19 октября 1813 года 1-й Башкирский Конный полк принял участие в Лейпцигской «Битве народов». Позже этот полк вместе с 4-м, 5-м и 14-м башкирскими полками, также участвовавшими в Лейпцигской битве, был направлен на помощь 2-му, 15-му и 18-му башкирским полкам, действовавшим против дрезденского гарнизона. 10 ноября 1813 года 1-й башкирский конный полк участвовал в боях у крепости Дефентер, 8-9 декабря — у крепости Бреда, 24-25 февраля 1814 года — у города Лан.
В марте 1814 года принял участие во взятии Парижа.

## Награды
- Знак отли́чия Вое́нного о́рдена
- Медаль «За взятие Парижа»
- Медаль «В память Отечественной войны 1812 года»